# Língua orok
Orok é o nome russo para a língua cujos falantes chamam de ulta ou ujlta. Do mesmo modo seu povo é chamado orok ou  ulta. É uma língua Tungúsica falada em  Poronaysky, Nogliksky, Val, Gastello e Vakhrushev no Oblast de Sacalina na Rússia.
Rússia.

## Falantes
Conforme o censo russo de 2002, são 342 os oroks étnicos na Rússia, mas somente 64 falam bem a língua orok, enquanto os demais usam o russo. A maioria desses falantes é adulta e houve muitos casamentos entre oroks e russos, nivkhs, nanais, evenks, negidals e coreanos. A língua é usada na conversação do dia-a-dia ou no folclore oral pelos mais velhos
Há também oroks vivendo em Hokkaido, Japão. Novikova  registra que o número de falantes no Japão é incerto, mas pode ser inferido a partir de Lewis  como sendo de somente três pessoas.

## Dialetos
São dois os dialetos Orok:
- Norte ou Val-Nogliki
- Sul ou Poronaisk – a variante falada em Hokkaido é parte desse dialeto.

## Escrita
Uma escrita alfabética foi implantada em 2007, com base na grafia cirílica. Já existem hoje um dicionário e uma gramática escrita na língua e a mesma é ensinada em Sacalina.
A escrita tem as letras :: 
A letra  "ene com gancho esquerdo" (Н?н?) não é prevista no Unicode 6.0. Porém, em versão próxima do “ Unicode Technical Committee” ela será incluída. 

## Amostra de texto
Чипāли гуруннē балӡичи гэвумэ, омотто м нэ мөрөнӡи, м нэ доронӡи. Нōчи идэлу, иркалу, м нэ м нӡи нāдактаӈачи бūчи.
Português
Todos os seres humanos nascem livres e iguais em dignidade e direitos. São dotados de razão e consciência e devem agir em relação uns aos outros com espírito de fraternidade. (Artigo 1º - Declaração Universal dos Direitos Humanos)